# Ferrovia Gemona del Friuli-Sacile
La ferrovia Gemona del Friuli-Sacile è una linea ferroviaria gestita da RFI che utilizza tratte ferroviarie costruite in tempi diversi:
- il tratto ferroviario Gemona del Friuli-Pinzano al Tagliamento della Gemona-Casarsa, attivato nel 1914;
- la linea ferroviaria Sacile-Pinzano, attivata nel 1930.

La riattivazione e l'elettrificazione della linea sono previste per il 2025.